# Radiant Black
Radiant Black — серия комиксов, которую с февраля 2021 года издаёт компания Image Comics.

## Синопсис
30-летний Натан Бёрнетт работает на двух работах и по уши в долгах. Однако однажды он обретает суперсилы Radiant и может изменить свою жизнь. Тем не менее, пришельцы, создавшие Radiant, хотят вернуть его.

### Выпуски
| №  | Дата выхода      | Оценка на Comic Book Roundup    | Предполагаемый объём продаж (первый месяц) |
| -- | ---------------- | ------------------------------- | ------------------------------------------ |
| 1  | 10 февраля 2021  | 8 из 10 на основе 23 рецензий   | н/д                                        |
| 2  | 17 марта 2021    | 8,2 из 10 на основе 13 рецензий | н/д                                        |
| 3  | 21 апреля 2021   | 8 из 10 на основе 9 рецензий    | н/д                                        |
| 4  | 19 мая 2021      | 9 из 10 на основе 9 рецензий    | н/д                                        |
| 5  | 16 июня 2021     | 9 из 10 на основе 9 рецензий    | 22 358, позиция в Северной Америке — 132   |
| 6  | 21 июля 2021     | 9,1 из 10 на основе 7 рецензий  | 23 040, позиция в Северной Америке — 131   |
| 7  | 18 августа 2021  | 9,2 из 10 на основе 9 рецензий  | 20 223, позиция в Северной Америке — 129   |
| 8  | 22 сентября 2021 | 8,6 из 10 на основе 6 рецензий  | 20 058, позиция в Северной Америке — 145   |
| 9  | 3 ноября 2021    | 9,1 из 10 на основе 5 рецензий  | н/д                                        |
| 10 | 24 ноября 2021   | 8,8 из 10 на основе 4 рецензий  | н/д                                        |
| 11 | 22 декабря 2021  | 8,8 из 10 на основе 3 рецензий  | н/д                                        |
| 12 | 9 февраля 2022   | 8,4 из 10 на основе 5 рецензий  | н/д                                        |
| 13 | 30 марта 2022    | 8,5 из 10 на основе 3 рецензий  | н/д                                        |
| 14 | 4 мая 2022       | 8 из 10 на основе 5 рецензий    | н/д                                        |
| 15 | 15 июня 2022     | н/д                             | н/д                                        |

### Сборники
| Название              | Тип            | Дата выхода     | Собранный материал  | Кол-во страниц | ISBN                      | Предполагаемый объём продаж (первый месяц) |
| --------------------- | -------------- | --------------- | ------------------- | -------------- | ------------------------- | ------------------------------------------ |
| Radiant Black, Vol. 1 | Мягкая обложка | 18 августа 2021 | Radiant Black #1-6  | 184            | 9781534319165, 1534319166 | 4 184, позиция в Северной Америке — 14     |
| Radiant Black, Vol. 2 | Мягкая обложка | 16 марта 2022   | Radiant Black #7-12 | 176            | 9781534321090, 1534321098 | н/д                                        |

## Отзывы
На сайте Comic Book Roundup по состоянию на 7 марта 2022 года серия имеет оценку 8,7 из 10 на основе 102 рецензий. Джастин Картер из The A.V. Club дал пятому выпуску оценку «B-» и обнаружил в нём отсылки к аниме «Жемчуг дракона Z» и к броне «Халкбастер». Дэниел Гахен из Comics Bulletin поставил дебюту 4,3 звезды из 5 и написал, что «хотя он в значительной степени опирается на условности жанра, фантастическое оформление и развитие персонажей делают историю увлекательной». Мэтью Агилару из ComicBook.com понравился главный герой, и рецензент посчитал, что «поэтому дебют Radiant Black нельзя пропустить».